# Wright Model C
Il Wright Model C e la sua variante idrovolante Wright Model CH furono due modelli di velivoli da addestramento e trasporto leggero. Progettati dai fratelli Wilbur e Orville Wright come sviluppo del Wright Model B, vennero prodotti tra il 1912 e il 1913 e servirono con l'U.S. Army e la U.S. Navy negli anni immediatamente precedenti la prima guerra mondiale.

## Storia del progetto
Il Wright Model C nacque da una richiesta dell'esercito degli Stati Uniti (che impiegava il Wright Model B già dal 1911) di un velivolo simile al precedente, ma caratterizzato da una maggiore capacità di carico. I Wright allora svilupparono una versione potenziata del Model B (che venne battezzata Model C) che montava un motore a 6 cilindri in linea significativamente più potente dei motori a 4 cilindri in linea installati sugli aerei suoi predecessori.

## Tecnica
Il Wright Model C era un biplano monomotore biposto a due eliche spingenti, caratterizzato da un sistema di impennaggi collocato in coda e da una coppia di ampie superfici fisse in prua per migliorare la stabilità laterale. La configurazione dell'apparato motopropulsore, con un singolo motore che muoveva due eliche in posizione spingente tramite una trasmissione a catena, era uguale a quella di tutti i precedenti velivoli Wright; il motore tuttavia era nettamente più potente e più raffinato di quelli dei predecessori del Model C: per la prima volta era dotato di carburatore (due carburatori Zenith associati ciascuno a un gruppo di tre cilindri), aveva un circuito di raffreddamento a liquido anche per le testate dei cilindri e poteva essere dotato (opzionalmente) di un silenziatore o marmitta. Grazie alla considerevole potenza installata, il Model C poteva sollevare un carico di 200 chilogrammi.
La configurazione delle superfici di controllo era la medesima del Model B, con gli impennaggi di coda divisi in uno stabilizzatore-equilibratore orizzontale e un doppio timone-deriva verticale. Il controllo del rollio era affidato, come di consueto, allo svergolamento alare. Le ali del Model C erano leggermente più corte e meno incurvate di quelle del Model B, ma la differenza più evidente tra i due aerei risiedeva nelle due superfici verticali anteriori fisse, che i Wright chiamavano blinkers ("paraocchi") e che fungevano da derive per aumentare la stabilità dell'aereo in virata: quelle del Model C erano rettangolari e nettamente più grandi rispetto a quelle del Model B.

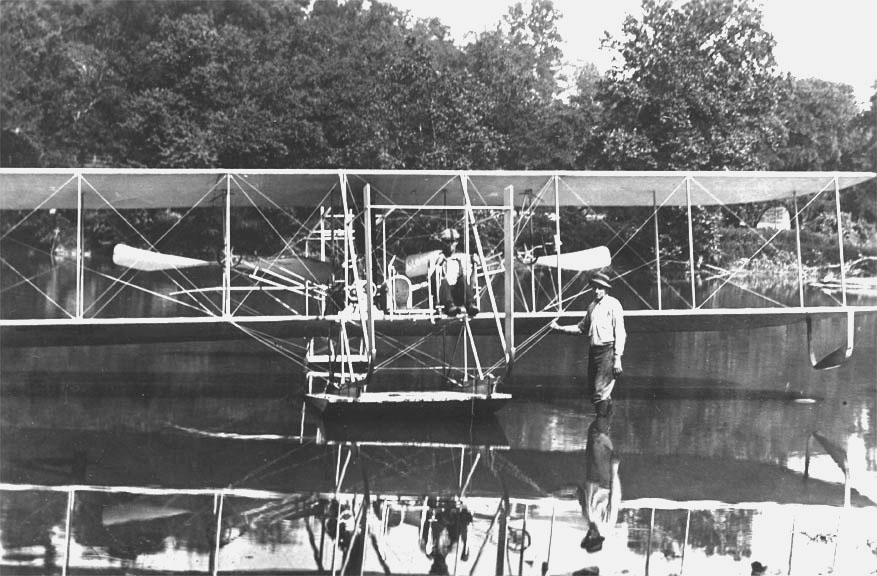
Un Model CH sul fiume Miami; notare il grande galleggiante centrale singolo con stabilizzatori laterali che sostituì il galleggiante doppio.

I controlli del Model C erano completamente raddoppiati, cosicché l'equipaggio era formato da due piloti piuttosto che da un pilota e da un passeggero come sugli aerei Wright immediatamente precedenti (dove alcuni comandi erano doppi e altri, singoli, non potevano essere gestiti che da una persona sola). Le tradizionali leve potevano, in alcuni casi, essere sostituite da dei volantini.
Il carrello d'atterraggio della versione terrestre dell'aereo era composto da una coppia di ruote a raggi. La versione idrovolante invece era inizialmente dotata di due galleggianti collocati sotto il centro dell'ala, la configurazione dei quali però rendeva l'aereo difficile da far virare in acqua; essi vennero quindi progressivamente sostituiti con un singolo grande galleggiante rettangolare centrale e tre galleggianti più piccoli che, fissati alle estremità alari e sotto la coda, fungevano da stabilizzatori. Il sistema dei galleggianti comunque appesantiva considerevolmente l'aereo, e limitava proporzionalmente le sue prestazioni.

## Impiego operativo
Il Wright Model C in versione terrestre venne acquistato dall'esercito degli Stati Uniti in sette esemplari e fu estensivamente impiegato per l'addestramento. Il Model CH idrovolante fu invece acquistato in tre esemplari dalla marina militare degli USA. Tuttavia le prestazioni della versione idrovolante si rivelarono molto scarse e tutti e tre i velivoli vennero convertiti in aerei terrestri.
Un Model C venne impiegato anche nella scuola di volo che il tenente Frank P. Lahm istituì nelle Filippine nel 1912. Nell'estate del 1913, poi, alcuni Model C fornirono appoggio alle truppe terrestri statunitensi presso il confine messicano in occasione di alcune tensioni tra i due paesi.
L'elevata potenza installata sul Model C e la velocità relativamente alta che ne risultava rendevano l'aereo difficile da pilotare; i piloti dell'U.S. Army ebbero una serie di incidenti mortali (sia con gli aerei Wright, sia con i Curtiss a elica spingente) e quindi, nel 1914, l'esercito statunitense bandì l'impiego di velivoli in configurazione spingente in favore dei più moderni e più sicuri aerei dotati di fusoliera chiusa ed elica traente.

## Utilizzatori
Stati Uniti
- U.S. Army: 7 esemplari di Model C (matricole 7, 8, 10, 11, 12, 13, 14)[3]
- U.S. Navy: 3 esemplari di Model CH (matricole B1, B2, B3, poi modificate in AH4, AH5, AH6)[3]